# Suiza en los Juegos Paralímpicos de Tel Aviv 1968
Suiza estuvo representada en los Juegos Paralímpicos de Tel Aviv 1968 por un total de 34 deportistas, 32 hombres y dos mujeres.

## Medallistas
El equipo paralímpico suizo obtuvo las siguientes medallas:
| Nombre                                     | Deporte       | Evento                                             |
| ------------------------------------------ | ------------- | -------------------------------------------------- |
| Oro                                        |               |                                                    |
| —                                          |               |                                                    |
| Plata                                      |               |                                                    |
| Ernst Michel                               | Halterofilia  | Peso ligero masculino                              |
| Bernard Boulens                            | Natación      | 50 m espalda clase 5 (cauda equina) masculino      |
| Bronce                                     |               |                                                    |
| Caroline Troxler-Kung                      | Natación      | 25 m espalda completa clase 1 femenino             |
| Eduard de Anta                             | Natación      | 100 m libre clase abierta masculino                |
| Rainer Küschall                            | Tenis de mesa | Individual A1 masculino                            |
| Rainer Küschall Andreas Senn               | Tenis de mesa | Dobles A2 masculino                                |
| Arlette Keller                             | Tiro con arco | Ronda Albion clase abierta femenino                |
| Gilbert Gauthier Rudolf Pluer Andre Sironi | Tiro con arco | Ronda Columbia por equipos clase abierta masculino |